# Orthosie (měsíc)
Orthosie (or-thoe'-sə-ee, IPA: /ɔrθoʊsɨi/) nebo též Jupiter XXXV, je přirozený satelit Jupiteru. Byl objeven v roce 2001 skupinou astronomů z Havajské univerzity vedených Scottem S. Sheppardem a dostal prozatímní označení S/2001 J 9, platné do srpna 2003, kdy byl definitivně pojmenován.

## Fyzika a skupina
Orthosie má v průměru asi ~2 km, jeho průměrná vzdálenost od Jupiteru činí 20 568 Mm, oběhne jej každých 602,6 dnů, s inklinací 142° k ekliptice (143° k Jupiterovu rovníku) a excentricitou 0,2433. Orthosie patří do rodiny Ananke.